# Nikola Reckless
Le Nikola Reckless (téméraire en français) devait être un véhicule militaire tactique tout terrain 100 % électrique conçu par la filiale Motorsports de la startup américaine Nikola Motors, division automobile de Nikola Corporation spécialisée dans le développement de technologies hybrides et électriques pour les poids-lourds.
Le véhicule a été dévoilé lors de l'exposition Marine West en février 2018 et un prototype a été présenté lors de la Conférence internationale d'exposition de l'industrie des forces d'opérations spéciales (SOFIC) 2018, qui s'est tenue à Tampa, aux États-Unis, en mai 2018. 
Le Nikola Reckless UTV est une version militarisée du véhicule utilitaire tout-terrain Nikola NZT, présenté en décembre 2017. Le véhicule est destiné à répondre aux divers besoins des missions des forces terrestres et maritimes.

## Caractéristiques[1]
Le Nikola Reckless UTV est construit sur un châssis 4×4 mais peut se transformer en 2×4. Le véhicule présente une conception modulaire.
Le véhicule mesure 3,83 mètre de long, 1,57 m de large et 1,87 m de haut et un empattement de 2,99 m. Il dispose d'une garde au sol de 35,5 cm.
Il peut accueillir quatre membres d'équipage, deux à l'avant et deux à l'arrière. Le poids à vide du véhicule se situe entre 1 043 kg et 1 996 kg, selon les équipements montés en option. La charge utile est de 635 kg.
Un crochet de remorquage est fixé au châssis pour tracter des remorques  jusqu'à 1.361 kg. Les treuils montés à l'avant et à l'arrière ont une force de traction de 2.041 kg chacun.

## Groupe motopropulseur
Le véhicule est alimenté par des moteurs électriques 400VAC, qui génèrent une puissance de 555 chevaux et un couple de 490ft/lb. Une batterie au plomb de 12 V est installée dans le véhicule pour alimenter les systèmes embarqués.
Un chargeur CC de 4 kW alimenté par l'énergie solaire pourrait être intégré dans le véhicule à l'avenir.
Le Nikola Reckless UTV électrique peut atteindre des vitesses allant jusqu'à 95,6 km/h en 3,9 secondes et offre une autonomie de 160 à 321 km.
Le système de freinage ABS et la protection anti-renversement, y compris le contrôle de stabilité, sont montés en série pour garantir la sécurité dans des conditions tout-terrain. Le centre de gravité du véhicule est maintenu bas pour offrir un degré élevé de contrôle et des virages plus rapides.

## Fin du projet
La finalisation du projet Reckless a été abandonnée avec la dissolution de la division Motorsports de Nikola Corporation. Un seul prototype a été construit.